# Kimbe (Papua Nuova Guinea)
Kimbe è una città della Papua Nuova Guinea e capoluogo della provincia della Nuova Britannia Occidentale. Situata a 8 metri s.l.m., conta 14 656 abitanti.
È sede vescovile cattolica.